# 上尾市立東中学校向原分校
上尾市立東中学校向原分校（あげおしりつ ひがしちゅうがっこう むかいはらぶんこう）は、埼玉県上尾市上尾宿2096にある市立中学校。
上尾市立東中学校の分校。児童自立支援施設である埼玉県立埼玉学園内で、入所者に対する前期中等教育を行っている。